# Sophia Hutchins
Sophia Hutchins (Bellevue, Washington, 1 de abril de 1996 – Malibú, California, 2 de julio de 2025) fue una socialité estadounidense, personalidad mediática, empresaria, ejecutiva de organizaciones benéficas y modelo. Saltó a la fama como amiga y manager de Caitlyn Jenner, pero alcanzó mayor notoriedad tras aparecer en la serie de E! I Am Cait (2015–2016). Miembro del Republicano, también era conocida por ser la directora ejecutiva y consejera delegada de la Caitlyn Jenner Foundation, así como la fundadora y directora ejecutiva de LUMASOL.

## Primeros años y educación
Nacida en Bellevue, Washington, el 1 de abril de 1996, Hutchins era la hija menor de Christopher Jay Hutchins y su esposa, Amy Louise (de soltera Johnston). Tenía una hermana mayor llamada Sara. Sus padres se divorciaron cuando ella tenía seis años. Fue criada como católica romana en Washington por su madre soltera antes de mudarse a vivir con sus abuelos maternos en Seattle.
Hutchins estudió en la Auburn Riverside High School, una escuela secundaria pública en Auburn, antes de trasladarse a la Eastside Catholic School, una escuela secundaria privada en Sammamish.
En 2016, Hutchins reveló que era una mujer transgénero y se sometió a una cirugía de reasignación de sexo. Citó a Caitlyn Jenner como su inspiración para salir del armario cuando era estudiante de primer año en la Universidad Pepperdine, a la que asistió con una beca académica. Fue delegada de su clase durante tres años. Se graduó en 2019 con una licenciatura en Economía y Finanzas. Mientras asistía a la universidad privada, formó parte del gobierno estudiantil, siendo la primera persona transgénero en lograrlo. También fue la primera persona transgénero en graduarse en Pepperdine.

## Carrera
Hutchins conoció a la personalidad mediática y decatleta olímpica retirada Caitlyn Jenner en diciembre de 2015, en la fiesta de Navidad de un amigo común en Hollywood Hills, antes de que ambas se volvieran a encontrar en una sesión fotográfica de MAC Cosmetics en enero de 2016, donde fueron presentadas oficialmente por su peluquero y maquillador común. Rápidamente comenzó a trabajar como representante de Jenner, ocupando el puesto que había dejado vacante la exesposa de Jenner, Kris Jenner.
Hutchins saltó a la fama como miembro del reparto secundario de la serie documental de telerrealidad de E! I Am Cait (2015–2016). Apareció en varios episodios junto a muchos miembros destacados de la comunidad trans: Kate Bornstein, Jennifer Finney Boylan, Candis Cayne, Zackary Drucker, Ella Giselle, Chandi Moore y Jen Richards.
Hutchins fue directora ejecutiva y directora de la Caitlyn Jenner Foundation, una organización que promovía la igualdad LGBTQ y concedía subvenciones a organizaciones que ayudaban a las personas transgénero.
Hutchins se dio a conocer como influencer.
Hutchins apareció en dos episodios del programa de entrevistas de ITV Loose Women (Reino Unido) en septiembre de 2018 y noviembre de 2019, respectivamente. También en noviembre de 2019, apareció en un episodio del programa matutino de ITV Lorraine (Reino Unido). Sus apariciones en televisión estaban relacionadas con la promoción de Jenner, que participaba como concursante en la decimonovena temporada del reality show de supervivencia de ITV I'm a Celebrity...Get Me Out of Here! (Reino Unido); Jenner fue eliminada de la competición el 6 de diciembre, quedando en sexto lugar. Apareció junto a Jenner en el episodio final "Coming Out 2019".
Hutchins fue la directora ejecutiva fundadora de LUMASOL, una empresa que fabricaba spray protector solar. En septiembre de 2019, Forbes publicó un perfil sobre su empresa, en el que habló sobre su faceta como emprendedora. Lanzó su empresa en mayo de 2020, propiedad de Luma Suncare, Inc., y registró la marca "LUMASOL" en mayo de 2019. En un principio, su empresa iba a lanzarse en abril de 2020, pero el lanzamiento se pospuso debido a la pandemia de COVID-19. Citó la batalla de Jenner contra el carcinoma basocelular, el tipo más común de cáncer de piel, como su inspiración detrás de LUMASOL.
Hutchins hizo apariciones especiales en la decimoctava temporada de la serie de telerrealidad de E! Keeping Up with the Kardashians. La temporada se emitió semanalmente entre el 26 de marzo y el 30 de abril de 2020. También hizo apariciones especiales en la última temporada, que se emitió semanalmente entre el 18 de marzo y el 20 de junio de 2021.
Hutchins apareció como modelo en una campaña publicitaria de la marca de ropa y fajas moldeadoras SKIMS de Kim Kardashian en agosto de 2020. Desfiló con un body nude de 78 dólares.
Hutchins intentó sin éxito convertirse en miembro del reparto principal de la serie de telerrealidad de Bravo The Real Housewives of Beverly Hills en 2020. En octubre de ese año, Andy Cohen, productor ejecutivo de la franquicia The Real Housewives, desmintió los rumores sobre su casting.

## Controversias
En octubre de 2020, Hutchins y LUMASOL fueron demandados por una antigua empleada, Rosa Chu. Chu alegó que Hutchins la despidió después de que ella defendiera que el equipo de marketing debía trabajar desde casa durante la pandemia de COVID-19. Chu también alegó que Hutchins solía hacer comentarios racistas. En noviembre de 2021, se llegó a un acuerdo en la demanda.
En junio de 2024, Hutchins atacó públicamente a la comunidad LGBTQ e hizo comentarios racistas en una diatriba en las redes sociales. Caitlyn Jenner la defendió posteriormente.
En noviembre de 2024, Hutchins y Jenner fueron demandadas por el inversor británico Lee Greenfield en relación con su criptomoneda $JENNER. En mayo de 2025, un juez federal desestimó la demanda por falta de pruebas.

## Políticas
Hutchins—al igual que Caitlyn Jenner—era miembro del Partido Republicano y se inclinaba hacia el conservadurismo político. Cuando Jenner se presentó sin éxito a las elecciones a gobernador de California en las elecciones revocatorias para gobernador de California de 2021, Hutchins colaboró estrechamente como asistente de Jenner durante su campaña "Caitlyn For California". Hutchins apoyó públicamente a Donald Trump durante las elecciones presidenciales de Estados Unidos de 2024. Ejerció como sustituta en la campaña presidencial de Trump de 2024, donde realizó varias apariciones televisivas en apoyo a Trump. Se reunió con el presidente de los Estados Unidos en Mar-a-Lago, en Palm Beach, Florida, el 18 de febrero de 2024. Hutchins y Jenner asistieron a la fiesta para ver los resultados electorales en Mar-a-Lago el 5 de noviembre de 2024.

## Vida personal
Hutchins vivía con Caitlyn Jenner en su casa de Malibú, California, de la que tuvieron que evacuar durante el incendio Woolsey de 2018. Anteriormente había vivido en un apartamento en Beverly Hills, California. En noviembre de 2019, fue entrevistada por Piers Morgan en el programa matinal de televisión Good Morning Britain, de ITV. Más tarde publicó en las redes sociales que Morgan le había hecho preguntas inapropiadas sobre su relación con Jenner. Tuvo que responder en numerosas ocasiones a varios tabloides que publicaron artículos en los que afirmaban falsamente que ella y Jenner estaban saliendo o comprometidos. Era muy amiga de la familia Kardashian-Jenner, en particular de Kourtney, Kim, Khloé, Rob, Kendall, y Kylie. Mantuvo la cordialidad entre Jenner y Kris Jenner. Aparecía a menudo en el canal de YouTube de Jenner. Su madre también aparecía a menudo junto al dúo en el canal de Jenner.

Hutchins y Jenner en 2021

Hutchins le dijo a Lauryn Evarts Bosstick y Michael Bosstick, mientras aparecía en The Skinny Confidential Him & Her Show, que salía con hombres. En diciembre de 2019, le dijo a E! Online que estaba en una relación, pero no reveló la identidad del hombre. Más tarde se separaron.

## Muerte
Hutchins falleció en un accidente de cuatrimoto cerca de su casa en Malibú, California, el 2 de julio de 2025, a la edad de 29 años. Según TMZ, conducía un cuatrimoto azul fabricado por Polaris en 2013 por Decker Canyon Road cuando chocó contra la parte trasera de un vehículo en movimiento. El impacto provocó que el vehículo todoterreno se saliera de la carretera y cayera aproximadamente 107 metros (350 pies) por un barranco. Los servicios de emergencia declararon muerta a Hutchins en el lugar del accidente; Caitlyn Jenner estaba presente. Las dos mujeres que viajaban en el otro vehículo, un Mazda 6 gris de 2016, no resultaron heridas. Dos días después, el sargento Eduardo Saucedo, del Departamento del Sheriff del Condado de Los Ángeles, con sede en la comisaría de Malibú/Lost Hills, declaró al Daily Mail: "Parece que ella iba a exceso de velocidad y chocó por detrás al otro coche, al otro vehículo, y eso le hizo desviarse hacia la derecha y caer por el precipicio. No parece que ella los estuviera siguiendo. Creo que simplemente se les acercó y chocó contra el coche. Por lo tanto, parece que intentó maniobrar para esquivarlo, pero iba demasiado rápido y acabó golpeando la parte trasera de ese Mazda, lo que le hizo desviarse y caer por el acantilado."
El 4 de julio, Jenner fue vista por el Daily Mail mientras visitaba un Starbucks en la Pacific Coast Highway en Malibú. Jenner dijo brevemente al medio que estaba pasando por "momentos difíciles", pero se negó a hablar de los acontecimientos recientes. Tras la muerte de Hutchins, se vio a Jenner pasando tiempo con la madre de Hutchins, Amy, ofreciéndole un lugar donde quedarse, y más tarde se la describió como "aturdida por la conmoción."
Hutchins fue enterrada en el cementerio de Holy Cross, Culver City, en California. El 16 de julio, varios medios de comunicación obtuvieron una copia de su certificado de defunción oficial del Departamento de Salud Pública del Condado de Los Ángeles. Se reveló que la causa de muerte fueron múltiples lesiones por golpes contundentes en un accidente mortal.

## Legado
Hutchins fue frecuentemente mencionada en las memorias de Caitlyn Jenner de 2017 The Secrets of My Life, publicada por Grand Central Publishing.

## Filmografía
| Año       | Título                                | Notas                          | Ref.    |
| --------- | ------------------------------------- | ------------------------------ | ------- |
| 2015–2016 | I Am Cait                             | Miembro secundario del reparto | [ 103 ] |
| 2018–2019 | Loose Women                           | 2 episodios                    | [ 103 ] |
| 2019      | Lorraine                              | 1 episodio                     | [ 103 ] |
| 2019      | Good Morning Britain                  | 1 episodio                     | [ 103 ] |
| 2019      | I'm a Celebrity...Get Me Out of Here! | Episodio: "Coming Out 2019"    | [ 103 ] |
| 2020–2021 | Keeping Up with the Kardashians       | Apariciones como invitada      | [ 103 ] |

## Apariciones en pódcasts
Hutchins apareció como invitada en ocho pódcasts.
| Fecha                    | Título                                 | Anfitrión(es)                             | Notas | Ref. |
| ------------------------ | -------------------------------------- | ----------------------------------------- | --- | ---- |
| 3 de octubre de 2018     | Hidden Truth Show                      | Jim Breslo                                | Episodio: "S E14: TRANS: Caitlyn Jenner's Partner Sophia Hutchins Shares Her Transition Story in First Ever Sit Down Interview"        |      |
| 9 de octubre de 2018     | Hidden Truth Show                      | Jim Breslo                                | Episodio: "S E15: TRANS: Caitlyn Jenner's Partner Sophia Hutchins Shares Her Transition Story in First Ever Sit Down Interview Pt. II" |      |
| 4 de febrero de 2020     | LevelUpDaily                           | D'Andre Evans                             | Episodio: "Ep: 101 Sophia Hutchins - How To Raise Money For Your Startup"                                                              |      |
| 14 de mayo de 2020       | Juicy Scoop                            | Heather McDonald                          | Episodio: "FULL INTERVIEW Sophia Hutchins: The Truth About Caitlyn Jenner, Her Dating Life, and Being a CEO"                           |      |
| 27 de julio de 2020      | American Influencer Real Talk          | Josh Skinner                              | Episodio: "Sophia Hutchins" |      |
| 28 de septiembre de 2020 | Entreprenista                          | Stephanie Cartin y Courtney Spritzer      | Episodio: "Launching a Skincare Startup Amid a Pandemic with Sophia Hutchins"                                                          |      |
| 29 de octubre de 2020    | Behind the Velvet Rope                 | David Yontef                              | Episodio: "Sophia Hutchins (on Caitlyn Jenner, The Kardashians, RHOBH & her Lumasol Empire!)"                                          |      |
| 18 de febrero de 2021    | The Skinny Confidential Him & Her Show | Lauryn Evarts Bosstick y Michael Bosstick | Episodio: "How To Bootstrap A Business, Raise Capital, & Find The Right People To Work With Ft. Sophia Hutchins Founder Of Lumasol"    |      |
| 27 de agosto de 2021     | The Bottled Blonde                     | Kristina McInnis                          | Episodio: "Hearing 'No' is not a failure with Sophia Hutchins"                                                                         |      |

El 6 de julio de 2025, cuatro días después de su muerte, el episodio de Hutchins en The Skinny Confidential Him & Her Show con Lauryn Evarts Bosstick y Michael Bosstick fue eliminado de todas las plataformas de streaming.